# José Julian Marti
Jose Julian Marti (Havana, 28. siječnja 1853. – Don Rios, 19. svibnja 1895.), kubanski pjesnik
Bio je borac za oslobađanje Kube te je prognan u Španjolsku. U New Yorku je osnovao 1892. Kubansku revolucionarnu partiju. Kad je na Kubi izbio ustanak iskrcao se u zaljevu Las Playitas i poginuo u sukobu sa španjolskom vojskom. Bio je govornik, pisac političkih pamfleta i novinar.